# Лобанов, Вячеслав Викторович
Вячесла́в Ви́кторович Лоба́нов (10 ноября 1966, Москва — 14 июля 2016) — российский историк, преподаватель, кандидат исторических наук.

## Биография
Родился в Москве. Был единственным ребёнком в семье. Отец — Виктор Степанович Лобанов (1932—1999) инженер связи, мать — Алентина Ивановна Лобанова (в девичестве — Беречинова) (род. 1934) работала в конструкторском бюро «Чертежник».
Окончил среднюю школу.
В 1983 году поступил в Московский энергетический институт связи, который окончил в 1988 году
с квалификацией инженера электросвязи. После окончании института работал по специальности в производственной лаборатории на Центральном телеграфе.
23 февраля 1992 года крестился в одном из московских храмов РПЦ.
В 1994 году поступил в Российский православный университет святого Иоанна Богослова, вначале учился на богословско-патрологическом факультете, затем на историко-филологическом. Закончил учебное заведение в 2000 году.
В 1994—1999 годах был алтарником в Спасо-Преображенском храме на Песках на Арбате.
10 мая 1998 году женился на своей сокурснице по университету Ирине Владимировне (род. 1975), впоследствии историк, кандидат исторических наук (диссертация «Восстановление патриаршества в России в восприятии православной иерархии на рубеже XIX—XX вв.» (2006 год)).
В 2001 году поступил в очную аспирантуру Института российской истории РАН, закончил аспирантуру в
2004 году.
17 апреля 2004 года в семье Лобановых родилась дочь — Мария Вячеславовна.
В январе 2005 году был принят на работу в ИРИ РАН младшим научным сотрудником.
14 июня 2005 года в Институте российской истории РАН защитил диссертацию на соискание ученой степени кандидата исторических наук на тему: «Патриарх Тихон и советская власть: проблема компромисса».
С января 2008 года — научный сотрудник Института российской истории РАН.
В декабре 2008 года принял участие в составлении справки о деятельности П. Л. Войкова для возможного переименования станции метро Войковская в Москве и некоторых московских улиц, названных в честь этого большевика.
С апреля 2010 года — старший научный сотрудник Института российской истории РАН.
В 2000-е — 2010-е годы вёл лекционные и семинарские курсы по отечественной истории (как дореволюционного, так и советского периода) в Институте социальных наук, в Национальном институте бизнеса и в Николо-Угрешской семинарии.
Умер 14 июля 2016 года после тяжелой болезни.

## Награды и премии
- За многолетнее участие в работе Московского Международного форума «Одаренные дети» в качестве члена жюри и председателя исторической секции награжден в 2006 году золотым знаком «Почетный меценат и благотворитель».
- Медалью «За милосердие» (2007).
- За монографию «Патриарх Тихон и советская власть (1917—1925)» (М., 2008) удостоен Почетной благодарности Макарьевского фонда и Памятной медали митрополита Московского и Коломенского Макария (2009).
- Медаль ордена святого равноапостольного князя Владимира (2016).

## Научная деятельность
Область научных интересов: история религий, история Русской Православной Церкви в XX веке, история России в XX веке.
Научно-организационная деятельность: учёный секретарь Центра истории религии и Церкви, редактор серийного издания ИРИ РАН «Церковь в истории России», член редколлегии (ответственный секретарь) научного издания «Русский исторический сборник».

## Основные публикации

### Монографии
- Иерархия Русской Православной Церкви, патриаршество и государство в революционную эпоху / В. М. Лавров, В. В. Лобанов, И. В. Лобанова, А. В. Мазырин; [отв. ред. В. М. Лавров]. — Москва : Рус. панорама, 2008. — 375 с., [4] л. ил. : ил.; 21 см. — (Серия «Страницы российской истории» / Российская акад. наук, Ин-т российской истории, Русская Православная Церковь, Православный Свято-Тихоновский гуманитарный ун-т).; ISBN 978-5-93165-184-2
- Патриарх Тихон и советская власть (1917—1925 гг.) / В. В. Лобанов ; Российская акад. наук, Ин-т Российской истории. — Москва : Русская панорама, 2008. — 351 с. : портр.; 21 см. — (Страницы российской истории).; ISBN 978-5-93165-200-9 (в пер.)
- «Обновленческий» раскол в Русской Православной Церки (1922—1946 гг.) / Лобанов Вячеслав Викторович ; Институт российской истории Российской академии наук. — Санкт-Петербург : Петроглиф, 2019. — 266 с.; 22 см; ISBN 978-5-8055-0373-4 : 500 экз.

### Учебные пособия
- История религий: Учебное пособие для учащихся 10-11 классов общеобразовательных учреждений. М., 2007. (чл. авт. колл.)
- История христианства. Духовные традиции и культура: Учебное пособие для учащихся 10-11 классов общеобразовательных учреждений. М., 2008. (чл. авт. колл.)
- История религий : учебное пособие для учащихся 10—11 классов общеобразовательных учреждений / [В. П. Андросов и др.]; под ред. А. Н. Сахарова. — 2-е изд. — Москва : Русское слово, 2009. — 318, [1] с. : ил., портр.,; 22 см; ISBN 978-5-9932-0313-3 (в пер.) (чл. авт. колл.)

### Главы и разделы в книгах
- История России. XX век. М., 2009. (чл. авт. колл.)

### Документальные публикации
- Протоколы Комиссии по проведению отделения церкви от государства при ЦК РКП(б)-ВКП(б) (Антирелигиозной комиссии). 1922—1929 гг. / [сост. В. В. Лобанов]. — М.: Изд-во ПСТГУ, 2014. — 381 с. + ил.

### Статьи
- «Следствие вести без ограничения срока…» (Антирелигиозная комиссия при ЦК РКП (б) и ее роль в деле Патриарха Тихона) // Альфа и Омега. 2004. № 1. С. 170—184.
- «Вынуждаюсь обратить ваше внимание…» (Обращение Патриарха Тихона в СНК от 1 августа 1919 г.) // Вопросы гуманитарных наук. 2004. № 6.
- «Без предъявления обвинения … (Заявление членов Высшего Церковного Управления в СНК от 29 ноября 1918 г.)» // Актуальные вопросы современной науки. 2004. № 6.
- «Подтвердить к неуклонному исполнению…» (Протоколы заседаний Бюро Центральной Комиссии по изъятию церковных ценностей) // Церковь в истории России. Выпуск 6. М., 2005. С.208-217.
- Об обстоятельствах домашнего ареста Патриарха Тихона в мае 1922 г. // Церковь в истории России. Выпуск 7. М., 2007. С. 268—277.
- Кончина Патриарха Тихона: факты и мнения // Церковь в истории России. Выпуск 8. М., 2009. С. 199—212.
- «Дело велось с грубейшим нарушением процессуальных норм» (Документы Госархива Российской Федерации о репрессиях против обновленческого духовенства и мирян во второй половине 1930-х гг.). // Отечественные архивы. 2009. № 6. С. 94-101.
- «Дело „епископа“ Лазаря (архивные документы о преследованиях обновленческого духовенства в годы „Большого террора“)» // Русский исторический сборник. Выпуск II. М., 2010. С. 241—254.
- «Противообновленческий катехизис» епископа Венедикта (Плотникова) // Отечественные архивы. 2010. № 4. С. 49-56.
- Сталин против Троцкого. (К вопросу образования Антирелигиозной комиссии при ЦК РКП (б) — ВКП (б)) в октябре 1922 г.) // Церковь в истории и культуре России. Сб. материалов Международной научной конференции, посвященной памяти преподобного Трифона Вятского (1546—1612). Киров, 2010. С. 23-25.